# Serie E de Nokia
La Serie E de Nokia consistía en terminales de tipo teléfono inteligente orientados a los negocios, con énfasis en el soporte de correo electrónico corporativo.

## Historia

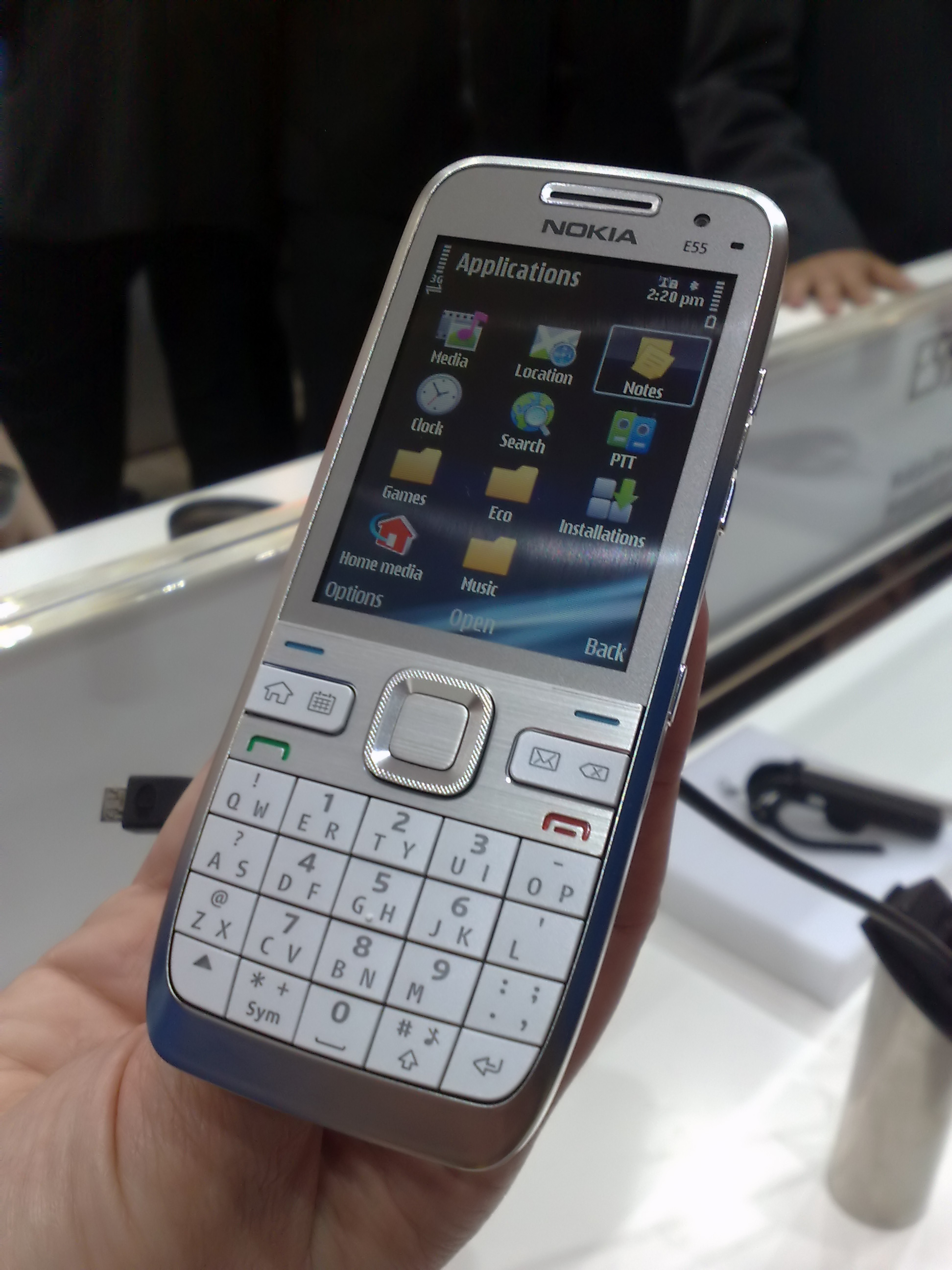
Un Nokia E55

El 12 de octubre de 2005, el fabricante de móviles Nokia anunció lo que la compañía vino a denominar la serie E, consistente en tres terminales, el E60, E61 y E70.
El 18 de mayo de 2006, Nokia anunció la adición del E50 a la serie, al que se refirió como un "dispositivo de negocios" en lugar de un teléfono inteligente.
El 12 de febrero de 2007, Nokia anunció otros 3 terminales de la serie: E61i, E65 y E90.
El mes de julio de 2008 Nokia anunció 2 terminales de la serie:  El E71 y el E66.
El E71 se trata de un teléfono inteligente muy delgado con un grosor de solo 10 mm con teclado candybar QWERTY y pantalla QVGA de 2,4 pulgadas. Ofrece teclas de atajo para contactos, calendario y correo electrónico las cuales son configurables. Es la evolución del E61i. El E66 es un terminal slider que mide 107mm × 49mm × 13mm. Presenta teclas de atajo a las funciones de contacto, calendario y mensajes de texto. Es la evolución del E65.
En el mes de noviembre de 2008 Nokia anunció un nuevo terminal de la serie, el E63.
El Nokia E63 es un teléfono inteligente muy parecido al E71, con teclado QWERTY y cámara de 2.0 mp, inferior a la del E71, sus dimensiones son: 113 × 59 × 13 mm y su peso: 126 g, el Nokia E63 se considera una versión económica del E71 pero con carcasa de plástico, a diferencia de la del Nokia E71, de aluminio brillante.
En el mes de enero de 2009 es anunciado el terminal Nokia E75, que sale a la venta en abril de 2009. El E75, es un teléfono inteligente tipo slider con teclado QWERTY como el HTC S710, tiene una cámara de 3.2 mp y sus dimensiones son 111.8 × 50 × 14.4 mm, su peso es de 139 g.
En abril de 2010, se presentaron los terminales Nokia E5, terminal con carcasa de plástico, teclado QWERTY y funciones de oficina remota; y el Nokia E7, terminal que combina teclado QWERTY con pantalla táctil.

## Uso artístico
En 2006, el artista Antoni Abad, pionero del net art y del uso de la tecnología en el arte, utilizó cincuenta teléfonos de esta serie para llevar a cabo su ambicioso proyecto Canal Acesible, que se presentó en el Centro de Arte Santa Mónica de Barcelona. Su carácter innovador y su decidida vocación social propiciaron que le fuera concedido el Premio Nacional de Artes Visuales, otorgado por la Generalidad de Cataluña.

## Modelos y características
| Modelo | Versión           | Lanzado | Estilo       | Pantalla                                   | Modos                                                            | Teclado QWERTY | Bluetooth | WiFi | Cámara                      | GPS/A-GPS | Tarjeta de memoria |
| ------ | ----------------- | ------- | ------------ | ------------------------------------------ | ---------------------------------------------------------------- | -------------- | --------- | ---- | --------------------------- | --------- | ------------------ |
| E60    | Europa / Asia     | Sí      | candybar     | 352 × 416                                  | GSM 900/1800/1900 y WCDMA/UMTS 2100 MHz                          | No             | 1.2       | Sí   | No                          | No/No     | RS-MMC             |
| E61    | Mundial           | Sí      | candybar     | 320 × 240                                  | GSM 850/900/1800/1900 y WCDMA/UMTS 2100 MHz                      | Sí             | 1.2       | Sí   | No                          | No/No     | miniSD             |
| E70    | Europa / Asia     | Sí      | concha       | 352 × 416                                  | GSM 900/1800/1900 y WCDMA/UMTS 2100 MHz                          | Sí             | 1.2       | Sí   | 2.0 Megapixels              | No/No     | miniSD             |
| E70-2  | América del norte | Sí      | concha       | 352 × 416                                  | GSM 850/1800/1900                                                | Sí             | 1.2       | Sí   | 2.0 Megapixels              | No/No     | miniSD             |
| E50    | Mundial           | Sí      | candybar     | 240 × 320                                  | GSM 850/900/1800/1900                                            | No             | 2.0       | No   | 1,3 Megapixels (solo E50-1) | No/No     | microSD            |
| E62    | Mundial           | Sí      | candybar     | 320 × 240                                  | GSM 850/900/1800/1900                                            | Sí             | 1.2       | No   | No                          | No        | miniSD             |
| E61i   | Mundial           | No      | candybar     | 320 × 240                                  | GSM 850/900/1800/1900 y WCDMA/UMTS 2100 MHz                      | Sí             | 1.2       | Sí   | 2.0 Megapixels              | No/No     | microSD            |
| E65    | Mundial           | Sí      | deslizante   | 240 × 320                                  | GSM 850/900/1800/1900 y WCDMA/UMTS 2100 MHz                      | No             | 1.2       | Sí   | 2.0 Megapixels              | No/No     | microSD            |
| E90    | Mundial           | Si      | communicator | Interna de 800 × 352, externa de 240 × 320 | GSM 850/900/1800/1900 y WCDMA/UMTS 2100 MHz                      | Sí             | 2.0       | Sí   | 3.2 Megapixels              | Sí/Sí     | microSD            |
| E51    | Mundial           | Sí      | candybar     | 240 × 320                                  | GSM 850/900/1800/1900 y WCDMA/UMTS 850/2100                      | No             | 2.0       | Sí   | 2.0 Megapixels              | No/No     | microSD            |
| E65    | Mundial           | Si      | deslizante   | 240 × 320                                  | GSM 850/900/1800/1900 y WCDMA/UMTS 850/1900, 900/2100 y 850/2100 | No             | 2.0       | Sí   | 3.2 Megapixels              | Sí/Sí     | microSD            |
| E71    | Mundial           | Si      | candybar     | 320 × 240                                  | GSM 850/900/1800/1900 y WCDMA/UMTS 850/1900, 900/2100 y 850/2100 | Sí             | 2.0       | Sí   | 3.2 Megapixels              | Sí/Sí     | microSD            |
| E63    | Mundial           | Si      | candybar     | 320 × 240                                  | GSM 850/900/1800/1900 y WCDMA/UMTS 850/1900, 900/2100            | Sí             | 2.0       | Sí   | 2.0 Megapixels              | No/No     | microSD            |
| E5     | Mundial           | Si      | candybar     | 320 × 240                                  | GSM 850/900/1800/1900 y WCDMA/UMTS 850/1900, 900/2100            | Sí             | 2.1       | Sí   | 5.0 Megapixels              | Si/Si     | microSD            |